# فاکس اسپورت
فاکس اسپورت (انگلیسی: Fox Sports) شرکت رسانه‌ای آمریکایی است، که در سال ۱۹۹۶ تأسیس شد.